# Secessão de Viena

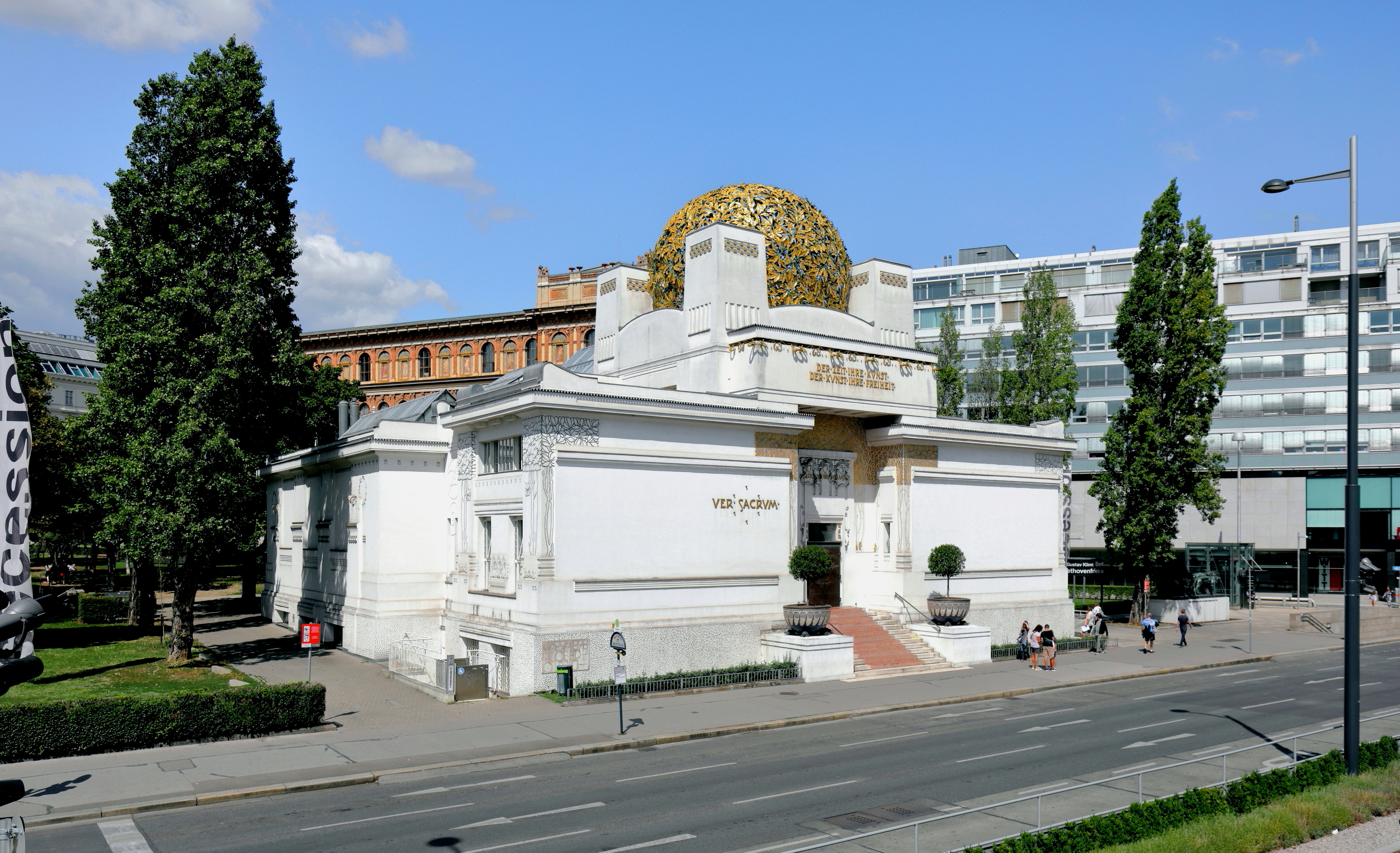
Edifício de exposições da Secessão de Viena. Arquiteto: Joseph Maria Olbrich (1897–1898).

A Secessão de Viena ou Secessão Vienense (1897–1920) foi o movimento de um grupo de jovens artistas, notadamente pintores e arquitetos, criado no final do século XIX e constituído no âmbito da Künstlerhaus — tradicional sociedade dos artistas austríacos. Liderado por Gustav Klimt, um dos primeiros a sair da Künstlerhaus, o grupo desejava romper com o que representava a Cooperativa dos Artistas das Artes Decorativas da Áustria, fundada em 1861, e protestava contra as normas tradicionais, artísticas e étnicas da época.
A carta de Gustav Klimt foi o primeiro documento escrito do grupo a impor suas concepções sobre a arte no seio da Cooperativa. O texto reconhece a necessidade de unir a vida artística de Viena ao progresso da arte em outros países, e esclarece a pretensão de conferir às atividades do grupo um caráter artístico e não apenas uma representação de interesses comerciais. O estatuto da associação, publicado no primeiro número da revista Ver Sacrum, resume os objetivos do grupo.
Carl Emil Schorske interpretou o movimento como uma "revolta edipiana". Não como uma revolta de artistas excluídos — os primeiros secessionistas pertenciam à Künstlerhaus — mas como um conflito de gerações de filhos contra pais e a tradição destes.

## Antecedentes
Em 1894, a Secessão de Munique, fundada em 1892 por um grupo de artistas progressistas, expôs na Cooperativa vienense, apesar do conservadorismo artístico de parte dos seus membros. Em 1896, cerca de quarenta artistas dava mostras da ruptura e planejava fundar uma associação própria. Em 3 de abril de 1897, o grupo, incluindo Klimt, Joseph Maria Olbrich, Josef Hoffmann, Carl Moll, Koloman Moser e Alfred Roller reúne-se em assembléia e constitui uma organização independente, a Secessão Vienense, e nomeia Klimt seu presidente.

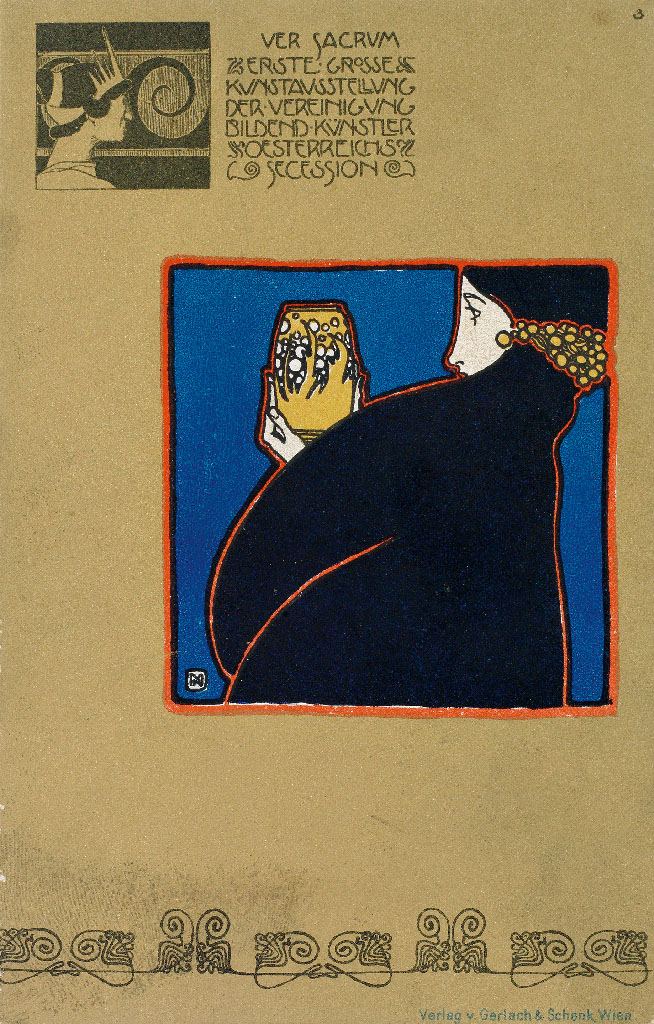
Cartão postal da revista Ver Sacrum por Koloman Moser (1898)

Em 1898 a Secessão realiza a sua primeira exposição com a fundação da revista Ver Sacrum, dirigida por Koloman Moser, Alfred Roller e pelo diretor da "Escola das Artes Decorativas do Museu Austríaco Imperial e Real de Arte e Indústria, o barão von Myrbach", mais tarde substituído por Josef Hoffmann.
Após a fundação da Secessão o grupo funcionou nas dependências da Cooperativa até a inauguração do Pavilhão de Exposições da Secessão, edifício construído por Joseph Maria Olbrich e inaugurado com a II Exposição da Secessão, em 1898.